# Nick Porzig
Nicholas Weston „Nick” Porzig (ur. 1 lipca 1972 w Kapsztadzie) – australijski wioślarz. Srebrny medalista olimpijski z Sydney.
Urodził się w RPA, do Australii wyemigrował wspólnie z rodziną jako nastolatek. Zawody w 2000 były jego drugimi igrzyskami olimpijskimi, debiutował cztery lata wcześniej i zajął szóste miejsce w ósemce. W 2000 zajął drugie miejsce w tej samej konkurencji. Wspólnie z nim płynęli Alastair Gordon, Mike McKay, Christian Ryan, Robert Jahrling, Stuart Welch, Daniel Burke, Jaime Fernandez i Brett Hayman.